# La venganza de Huracán Ramírez
La venganza de Huracán Ramírez es una película de fantasía y ciencia ficción mexicana de 1969, escrita y dirigida por Joselito Rodríguez, y protagonizada por Pepe Romay, Titina Romay, David Silva, Jean Safont, Carmelita González, Freddy Fernández y Tonina Jackson. Esta película es parte de una serie de películas centradas en el personaje del luchador enmascarado mexicano Huracán Ramírez, que comenzó con Huracán Ramírez (1952).

## Argumento
El argumento de la película consta de varias tramas, que son las siguientes:
- El científico loco Landrú (Jean Safont) se somete a sí mismo y a sus dos asistentes a experimentos que los convierten en bestias, y prueban los resultados enfrentándose a un par de luchadores, Huracán Ramírez y Tonina Jackson, en una serie de combates. Fernando Torres (David Silva), el hombre que lucha como «Huracán Ramírez», se encuentra en dificultades económicas, lo que lo lleva a aceptar participar en los combates de Landrú.
- El hijo de Fernando, Pancho (Pepe Romay), un estudiante universitario de ingeniería, trabaja en un taller mecánico de automóviles durante el receso del semestre. Se hace amigo de Gina (Karina Duprez), la hija del dueño, provocando la ira del jefe del taller, Hernández (José Luis Caro), el pretendiente rechazado de Gina.
- La hija de Fernando, Margarita (Titina Romay), comienza una carrera como cantante bajo el nombre de «Margot de Córdova». Es descubierta en una tienda de discos por Pepe Chico (Carlos Piñar), el hijo del jefe de una cadena de televisión, quien le consigue un lugar en un programa de televisión en la cadena, pero deja que Margarita piense que él es solo un «amigo» de Pepe Chico. La relación de Margarita con Pepe provoca los celos del amigo y pretendiente de Margarita, Pichi (Freddy Fernández).
- Una desagradable gringa, Mary (Carolina Barret), se hace conocida de Tonina Jackson. Ella le presta dinero para pagar las deudas de su arena de lucha libre, a cambio de lo cual se declara dueña del café de la esposa de Fernando, Laura (Carmelita González). Cuando intenta cambiar el café a su imagen, provoca un conflicto entre ella y Laura.

## Reparto
- Pepe Romay como Pancho Torres.
- Titina Romay como Margarita Torres/Margot de Córdova.
- David Silva como Fernando Torres/Huracán Ramírez.
- Daniel García interpreta a Huracán Ramírez en las escenas de lucha libre (sin acreditar).
- Carmelita González como Laura.
- Jean Safont como Profesor Landrú.
- Freddy Fernández como El Pichi (como Fredy Fernández "El Pichi").
- Tonina Jackson como él mismo.
- Carolina Barret como Mary.
- Marco Antonio Arzate como Asistente barbudo de Landrú/Hombre con macana.
- José Luis Caro como Hernández (como José Luis Carol).
- Karina Duprez como Gina.
- Claudio Sorel (como Víctor Sorel).
- Dulce María Romay
- Emma Rodríguez
- Queta Carrasco (como Enriqueta Carrasco).
- Manuel Trejo Morales
- Carlos Piñar como Pepe Chico.
- Antonio Padilla "Pícoro" como Anunciador en el ring (como Pícoro).

## Producción
La película es parte de una serie de películas de lucha libre centradas en el personaje ficticio de Huracán Ramírez, creado por el director Joselito Rodríguez y su hijo Juan Rodríguez Más, que comenzó con Huracán Ramírez (1952). Esta es la última película de la serie en la que aparecen el actor David Silva y su personaje Fernando Torres, el hombre que en la trama de las películas es el que se pone la máscara de Huracán Ramírez; ni Silva ni su personaje aparecerían en las dos películas restantes de la serie, Huracán Ramírez y la monjita negra y De sangre chicana. Esta es también la última película de la serie en la que apareció Tonina Jackson, ya que murió en 1969 (la película se rodó en 1967).
En una edición de The Mexican Film Bulletin, David E. Wilt especuló que los temas fantásticos de ciencia ficción y de terror de la película eran el resultado de la popularidad de las películas de El Santo y Blue Demon, que presentaban temas fantásticos similares.

## Recepción
David E. Wilt en The Mexican Film Bulletin escribió con respecto a la película que «La venganza de Huracán Ramírez no está mal hecha, pero rara vez 90 minutos han estado abarrotados con tantos elementos dispares». Wilt dijo con respecto a la subtrama de Pancho que la película «gasta (desperdicia) mucho tiempo en Pancho», pero que, en última instancia, las subtramas de Margarita y Mary «corren codo con codo por el premio de 'más molesta'», diciendo que «Titina Romay es presentada efusivamente como un 'gran descubrimiento joven' pero su canto es débil en el mejor de los casos; su relación con Carlos Piñar es increíble (ni siquiera recibe su nombre, pero sigue su dirección sin cuestionar), y Freddy Fernández es sobre todo una molestia para ver como su novio celoso. Por otro lado, la actuación de Carolina Barret como la gringa también irrita enormemente los nervios, y la pelea final de comida no es un clímax gracioso para esta parte de la película». Wilt finalmente concluyó que la trama principal de Landrú «tiene algunos agujeros importantes (como su propósito final, cómo un luchador se convirtió en científico o un científico se convirtió en luchador, por qué entra en un contrato con Fernando en primer lugar, etc.) y es bastante derivado de anteriores películas de de lucha libre (Ladrón de cadáveres, por ejemplo), pero si se hubiera desarrollado y se hubiera convertido en el punto principal de la película, esta habría sido una aventura de lucha más convencional. Tal como está, la película es una comedia-melodrama con connotaciones de drama deportivo y ciencia ficción (¡y música!). Es difícil pensar en una audiencia para esa combinación en particular».